# Victor Costello
Victor Costello (ur. 23 października 1970 w Stepaside) – irlandzki lekkoatleta, specjalizujący się w pchnięciu kulą. W tej konkurencji wystąpił podczas Letnich Igrzysk Olimpijskich 1992 w Barcelonie. Odpadł wtedy w kwalifikacjach (22. miejsce).
Wielokrotny mistrz Irlandii oraz Irlandii Północnej.
Po zakończeniu kariery lekkoatletycznej uprawiał z powodzeniem rugby union.
Jego ojciec Pat Costello także był kulomiotem i rugbystą.

## Rekordy życiowe
| Konkurencja    | Wynik | Miejsce   | Data         |
| -------------- | ----- | --------- | ------------ |
| Pchnięcie kulą | 19,93 | Tullamore | 1 lipca 1992 |